# Lange Koepoortstraat
De Lange Koepoortstraat is een autoluwe winkelstraat in het centrum van Antwerpen. De straat loopt van de Minderbroedersrui richting de Melkmarkt waar de straat overgaat in de Korte Koepoortstraat.

## Geschiedenis
De oorsprong van de naam ligt bij de Koepoort, die oorspronkelijk ter hoogte van de Goddaert gelegen was. Deze poort werd in 1518-1519 gesloopt. De straat was een drijfroute voor vee richting de weilanden van het Klapdorp en Dries. De oudste vermelding van de straat stamt uit 1294. In 1792 werd de straat voor de eerste maal verbreed. In 1855 en 1861 volgenden twee verdere verbredingen van de straat.

## Bebouwing

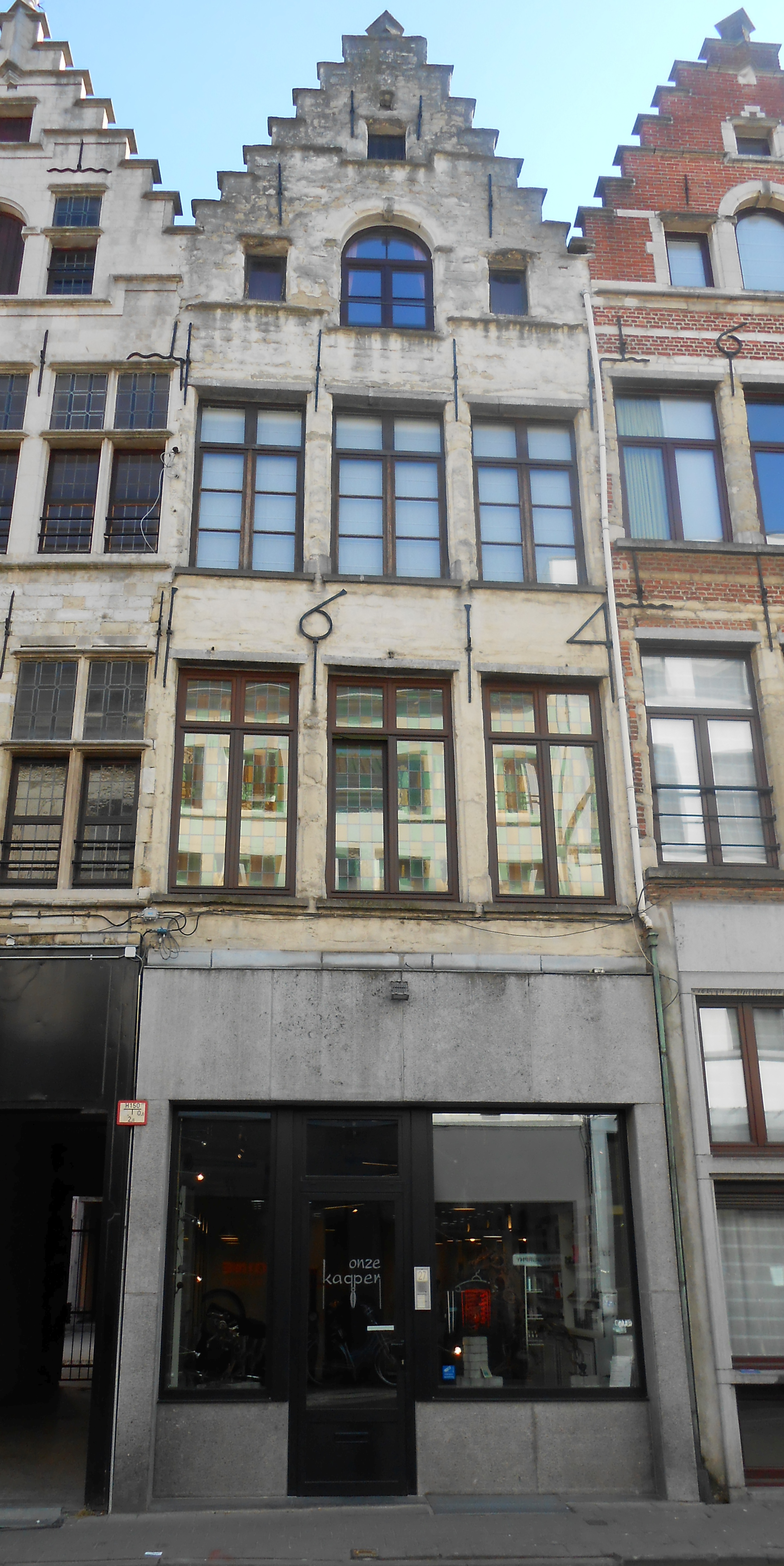
Lange Koepoortstraat 27

De straat bevat een aantal panden die enkele eeuwen oud zijn. Het traditionele diephuis 'Den Kreft' op de hoek van Lange Koepoortstraat en Zirkstraat werd voor het eerst vermeld 1464. De panden "Casteel van Hoochstraten", "Wapen van Oostenrijk", "Swert Lam" en de samengevoegde panden "Den Jonghen Moriaen en den Schilt van Oistenrijck" werden allen in de zestiende en zeventiende eeuw gebouwd.
Op nummer 62 bevindt zich een portiek in neobarokke stijl die oorspronkelijk leidde naar de dagbladdrukkerij van Louis Legros. De poort werd in 1884 ontworpen door architect Petrus Josephus Ryssens-Van Camp. De portiek was een tweede ingang voor de drukkerij die gelegen was aan de Oude Beurs. Boven de portiek staat de tekst “L’ OPINION”, een verwijzing naar de naam van het dagblad dat Legros uitgaf.
Direct naast de portiek op Lange Koepoortstraat 60 is het pand 'Het Hoefijser' gelegen. Het pand, een traditioneel diephuis, stamt uit de tweede helft van de zestiende eeuw. De gevel van de begane grond van het pand is in art-decostijl. Tabakhandelaar Charles Somers gaf architect Jos. Baeyens in 1932 opdracht voor de verbouwing van de winkelpui. Bayens is tevens de architect van het Meir Building op de Meir in Antwerpen uit 1935.

## Functie
In 2020 werd de straat opnieuw aangelegd als autoluwe winkelstraat. Naast de functie als winkelstraat is de Lange Koepoortstraat ook gekend voor de vele restaurants en cafés.